# Jackpot (Nevada)
Jackpot ist ein census-designated place, ein zu Statistikzwecken definiertes, politisch unselbstständiges Siedlungsgebiet im Elko County in Nevada, USA. Das U.S. Census Bureau hat bei der Volkszählung 2020 eine Einwohnerzahl von 855 ermittelt.
Aufgrund seiner Lage in weniger als 1,6 km Entfernung zur Grenze von Idaho auf dem U.S. Highway 93 ist Jackpot seit seiner Gründung ein beliebtes Ziel für Casinobesucher aus Idaho und anderen benachbarten Bundesstaaten. 

## Geschichte
Nachdem Idaho 1954 jegliche Art des Casinospiels verboten hatte, siedelten die Casinobetreiber „Cactus Pete“ Piersanti und Don French ihre Betriebe von Spielautomaten von Idaho zum heutigen Jackpot um. Piersantis und Frenchs Glücksspieleinrichtungen hießen „Cactus Pete's“ beziehungsweise „Horseshu Club“. Insbesondere Piersanti wird die Gründung von Jackpot zugeschrieben.
Im Mai 1958 wurde die Siedlung, trotz eines Protestes von Seiten Piersantis, erstmals vom Elko County als gemeindefreies Gebiet namens „Horse Shu“ anerkannt. Zu dieser Zeit lebten in der Ortschaft 65 Menschen. Weil sich die Casinobesitzer nicht auf einen Namen einigen konnten, wurde die Ortschaft einen Monat später in „Unincorporated Town No. 1“ umbenannt. Im Jahr 1959 fanden sie einen Kompromiss und nannten die Siedlung Jackpot. Der Ort ist für seinen ungewöhnlichen Namen bekannt.
Im Jahr 1960 lebten 400 Menschen in Jackpot. Die meisten davon wohnten, wegen nicht genehmigter Baukredite aufgrund von Unsicherheiten bezüglich der längerfristigen Entwicklung der Ortschaft, in Wohnwagen.
Das Management des Cactus Pete's übernahm das Horseshu im Jahr 1964 und gründete schließlich den Casinobetreiber Ameristar Casinos. Das Cactus Pete's und Horseshu, wie auch der unabhängige Barton's Club 93 und das Four Jacks Casino, bilden auch heute noch die wirtschaftliche Grundlage Jackpots.

## Geografie
Jackpot liegt 76 km südlich von Twin Falls. Obwohl es offiziell Teil der Region Elko ist, wird es oft der Region Twin Falls zugerechnet.
Jackpot liegt nahe dem Salmon Falls Creek, eines Nebenflusses des Snake River, und nördlich des Middle Stack Mountain, eines Berges in der Gebirgskette Granite Range, im Nordosten Nevadas. Die Ortschaft liegt ungefähr eine Fahrtstrecke von 135 km östlich des gemeindefreien Gebiets Jarbidge und der Jarbidge Wildnis, einer vom Menschen weitgehend unbeeinflussten Naturlandschaft. Jackpot liegt ungefähr 1610 m über dem Meeresspiegel.
Rechtlich befindet sich Jackpot, wie ganz Nevada, mit Ausnahme von West Wendover, in der Pacific Time Zone. Allerdings befolgt die Ortschaft, wie auch andere Ortschaften an der Grenze zu Idaho, aufgrund der wirtschaftlichen Nähe zum südlichen Idaho, die Mountain Time Zone. Das Verkehrsministerium von Nevada erkennt dies an.

## Demografie
Laut Volkszählung 2020 leben 855 Menschen in Jackpot, davon 420 Hispanics oder Latinos, 379 Weiße (ohne Hispanics und Latinos), 14 amerikanische oder alaskische Ureinwohner, 12 asiatische Amerikaner und 5 Afroamerikaner. 16,6 % gaben an, deutscher Abstammung zu sein, 9,6 % englischer Abstammung, 1,1 % schottischer Abstammung, 1,1 % polnischer Abstammung und 0,9 % norwegischer Abstammung.
Das Durchschnittsalter liegt bei 29,9 Jahren, dabei sind 19,8 % der Bewohner jünger als 18 Jahre und 80,2 % älter als 18 Jahre. 7,8 % sind älter als 65 Jahre.
Die durchschnittliche Familiengröße in Jackpot beträgt 4,01 Personen und liegt damit deutlich über der Nevadas mit 3,22 Personen.
Es gibt 440 Wohneinheiten, davon 371 bewohnt und 69 unbewohnt. Die Wohneigentumsquote beträgt 28,1 %. Die mittlere Bruttomiete beträgt 507 $, 48,6 % zahlen weniger als 500 $, 43,5 % 500–999 $ und 7,8 % 2000–2499 $ Miete.

## Infrastruktur
Der U.S. Highway 93 teilt die Ortschaft auf seinem Weg nach Norden Richtung Twin Falls und nach Süden Richtung Wells. Der nächste Flughafen mit kommerziellen Diensten ist der Magic Valley Regional Airport in Twin Falls. Jackpot selbst verfügt über den Jackpot Airport, auch Hayden Field genannt.
Jackpot verfügt über eigene Schulen, ein Community Health Center, einen Golfplatz, drei Kirchen und ein Postamt.
Eine öffentliche Bibliothek ist ebenso vorhanden.

## Glücksspielindustrie
Jackpot hat fünf große Hotels und Motels mit Casinos:
- Barton's Club 93
- Cactus Pete's, im Besitz von Penn Entertainment,[24] ist mit 300 Gästezimmern das größte Hotel in Jackpot.
- Dotty's
- Four Jacks Hotel and Casino
- Horseshu Hotel and Casino, im Besitz von Penn Entertainment mit 100 Gästezimmern[25]
- West Star Hotel and Casino

In 2005 wurden Pläne zum Bau des Spanish Bit Resort and Casino bekannt, ein Ferienort-Casino mit indoor Wasserpark und Veranstaltungszentrum südlich von Jackpot. Das Projekt verzögerte sich, als das County irrtümlicherweise das Land für das Projekt umwidmete. Ursprünglich war der Baustart für Ende 2010 oder Anfang 2011 geplant, aber bisher gab es keinerlei weitere Nachrichten oder Entwicklungen bezüglich des Themas.

## Klima
In Jackpot herrscht halbtrockenes Klima mit heißen Sommern und kalten Wintern. Trotz seiner relativ kühlen Durchschnittstemperatur gibt es kaum genug Niederschlag, um nicht als Wüstenklima eingestuft zu werden. Wegen Jackpots hoher Lage und Trockenheit sinken die Temperaturen nach Sonnenuntergang stark. Sommernächte sind angenehm kühl, fast schon kalt. Die Höchsttemperaturen im Winter sind generell über dem Gefrierpunkt, aber die Nächte sind sehr kalt mit Temperaturen bis zu deutlich unter null Grad Celsius.
|                       | Jan  | Feb  | Mär  | Apr  | Mai  | Jun   | Jul  | Aug  | Sep  | Okt  | Nov  | Dez  |   |        |
| Mittl. Tagesmax. (°C) | 3,2  | 5,2  | 9,6  | 13,9 | 19,0 | 24,8  | 30,4 | 29,8 | 24,4 | 16,8 | 8,6  | 2,8  | ⌀ | 15,8   |
| Mittl. Tagesmin. (°C) | −8,8 | −7,3 | −3,8 | −0,8 | 2,8  | 6,9   | 10,6 | 9,4  | 4,5  | −0,8 | −5,4 | −9,6 | ⌀ | −0,2   |
|                       |      |      |      |      |      |       |      |      |      |      |      |      |   |        |
| Niederschlag (mm)     | 14,2 | 9,7  | 17,3 | 26,9 | 48,3 | 29,21 | 10,7 | 15,2 | 13,2 | 17,0 | 16,8 | 12,7 | Σ | 231,21 |

| −8,8 |

| −7,3 |

| −3,8 |

| −0,8 |

| 2,8 |

| 6,9 |

| 10,6 |

| 9,4 |

| 4,5 |

| −0,8 |

| −5,4 |

| −9,6 |

| −8,8 |

| −7,3 |

| −3,8 |

| −0,8 |

| 2,8 |

| 6,9 |

| 10,6 |

| 9,4 |

| 4,5 |

| −0,8 |

| −5,4 |

| −9,6 |

## Trivia
- Eine Episode der Serie CSI: Vegas aus 2003 spielt in Jackpot,[29] aber keine der Szenen wurde dort gefilmt.[30]
- Jackpot wurde im Film Roadside Prophets aus dem Jahr 1992 gezeigt.[31]
- Der Film Crime is King aus dem Jahr 2001 zeigt Kevin Costners Rolle, wie sie 2 Meilen außerhalb von Jackpot von der Polizei angehalten wird. Es ist fraglich ob das dort sichtbare Straßenschild echt ist oder von den Filmmachern dort platziert wurde, da dieser Teil des Highway 93 keine Häuser der Art aufweist, wie sie im Film zu sehen sind.[32]